# Pelophylax saharicus
Pelophylax saharicus (жаба сахарська) — вид жаб родини Жаб'ячі (Ranidae).

## Поширення
Цей вид зустрічається у Північній Африці (Алжир, Єгипет, Лівія, Марокко, Туніс, Західна Сахара); завезений на острів Гран-Канарія.
Мешкає у річках, прісноводних озерах, болотах і іригаційних системах.